# Otakar Mareček
Otakar Mareček (14 de junio de 1943-25 de enero de 2020) fue un deportista checoslovaco que compitió en remo.
Participó en tres Juegos Olímpicos de Verano entre los años 1968 y 1976, obteniendo una medalla de bronce en Múnich 1972 en la prueba de cuatro con timonel. Ganó tres medallas de bronce en el Campeonato Europeo de Remo entre los años 1963 y 1973.

## Palmarés internacional
| Juegos Olímpicos   | Juegos Olímpicos       | Juegos Olímpicos  | Juegos Olímpicos   |
| Año                | Lugar                  | Medalla           | Prueba             |
| ------------------ | ---------------------- | ----------------- | ------------------ |
| 1972               | Múnich (RFA)           | Medalla de bronce | Cuatro con timonel |
| Campeonato Europeo |                        |                   |                    |
| Año                | Lugar                  | Medalla           | Prueba             |
| 1963               | Copenhague (Dinamarca) | Medalla de bronce | Ocho con timonel   |
| 1965               | Duisburgo (RFA)        | Medalla de bronce | Cuatro con timonel |
| 1973               | Moscú (URSS)           | Medalla de bronce | Cuatro con timonel |